# Den belgiske revolution
Under den belgiske revolution i 1830 gjorde den overvejende katolske befolkning i de sydlige provinser af det Forenede Kongerige Nederlandene oprør mod de fortrinsvis protestantiske nordlige provinsers overherredømme. I løbet af få uger i august og september førte opstanden til grundlæggelsen af Belgien bestående af de flanderske og wallonske provinser. Luxembourg blev delt mellem Belgien og et område der indtil 1890 forblev i personalunion med Holland, hvorefter det blev et selvstændigt land.
Mellem det 14. og det 16. århundrede var de nordlige og sydlige provinser forenet i først de Burgundiske Nederlande og senere de Spanske Nederlande. I forbindelse med reformationen og firsårskrigen blev de nordlige provinser overvejende calvinistiske og opnåede uafhængighed, mens de sydlige forblev katolske og under Habsburgerne.
Efter Wienerkongressen i 1815, blev nord og syd genforenet sammen med bispedømmet Liège og det nuværende Luxembourg. Den religiøse, sproglige og kulturelle kløft, som var opstået i løbet at de ca. 250 år, hvor områderne havde været delt, viste sig snart at være for dyb. Dette førte til den borgerligt liberale revolution, som i europæisk sammenhæng skete næsten samtidig med julirevolutionen i Frankrig samme år. Den unge belgiske nation opnåede frem til 1839 fuld uafhængighed og skabte i samme periode fundamentet for det politiske system, som grundlæggende har holdt sig til i dag.

## Belgien og Nederlandene indtil 1815

### Fælles historie
De områder, som i dag rummer Holland, Belgien og Luxembourg, var i middelalderen – bortset fra bispedømmet Liège – en kulturel og politisk enhed i det 14. og 15. århundrede, som var en del af Burgund og senere i fællesskab tilhørte det Tysk-romerske rige. Grevskabet Flandern og hertugdømmet Brabant havde med byerne Antwerpen, Brügge, Gent, Bruxelles, Ieper og Mechelen en ledende kulturel og økonomisk placering i Nederlandene.
De nederlandske generalstater holdt, fra de først blev indkaldt i 1464, deres møder i Bruxelles, mens højesteret trådte sammen i Mechelen. Efter at Karl den Dristige af Burgund døde, blev Nederlandene i 1482 arvet af Habsburgerne og oplevede under Karl 5. en blomstringstid som en betydningsfuld del af hans verdensrige. Efter sin abdikation i 1555 overgik området til sønnen Filip 2. af Spanien og således opstod de Spanske Nederlande.

### Delt historie
Delingen opstod som følge af reformationen. Først blev de hollandsktalende provinser til langt mod syd i de Spanske Nederlande grebet af Calvinismen. Dette førte i 1568 til udbruddet af firsårskrigen mellem Spanien og de protestantiske landområder. Mens de wallonske provinser sluttede op bag det katolske Spanien i Arrasunionen (hollandsk: Unie van Atrecht), sluttede de nordlige områder heriblandt Flandern og Brabant sig sammen i Utrechtunionen. I 1581 grundlagde de nordlige provinser republikken De 7 forenede Nederlande, som var uafhængigt af såvel Spanien som det tysk-romerske kejserrige.
Antwerpens fald i 1585 blev et vendepunkt i begge landes historie. Hermed var det spanske herredømme i den sydlige del af landet sikret, og katolicismen blev genindført. Talrige lærde, kunstnere og købmænd flygtede nordpå. Konsekvensen blev, at de flamske byer mistede deres dominerende position, samtidig med, at der skete en opblomstring i nord. Dette blev starten på den hollandske guldalder, mens de sydlige provinser i århundreder forblev i det enevældige habsburgske monarki. De spanske interesser blev varetaget af en statholder, som regerede fra Bruxelles.
Den næsten uophørlige krig mellem Spanien og den hollandske republik fortsatte indtil Freden i Münster i 1648, som var en af fredsaftalerne i den Westfalske fred. Ved fredsslutningen blev delingen mellem nord og syd fastholdt. Da Scheldeudmundingen blev hollandsk og da hollænderne holdt den lukket, blev Antwerpen afskåret fra havet og byen mistede sin betydning som handelsby.
Under de stadige konflikter mellem Frankrig og Østrig (dvs. Habsburg), var de Spanske Nederlande til stadighed udsat for krigshandlinger og mistede ved Pyrenæerfreden i 1659 og ved Devolutionskrigen (1667–1668) vigtige byer og områder til Frankrig, herunder Lille, Arras, Cambrai, samt grevskabet Artois. Efter at den Spanske Arvefølgekrig til dels var blevet udkæmpet i Nederlandene, blev det indtil da spanske område ved Freden i Utrecht i 1714 overgivet til Østrig.

### Udviklingen efter den franske revolution
I 1789-1790 udbrød den brabantiske revolution efter stridigheder med kejser Josef 2. Den blev ledet af Hendrik Van der Noot og Jan Frans Vonck og førte den 11. januar 1790 til, at de sydlige Nederlande erklærede sig uafhængige som Belgiens forenede stater (Etats Belgiques Unis).
Denne konfødererede republik havde ganske vist kun en kort levetid, men var dog udtryk for, at der allerede da var uafhængighedsbestræbelser, som var i modstrid med Josef 2.'s centralistiske reformbestræbelser. I denne sammenhæng optrådte der forskellige tanker om en belgisk stat – uden, at man dog kunne enes om en fælles definition af dette begreb. Følelsen af samhørighed fortsatte med at leve efter at republikken var brudt sammen, og den kom igen op til overfladen under revolutionen i 1830. Samtidig med revolutionen i Brabant kom det også til en revolution i bispedømmet Liege.
Efter, at både de Østrigske Nederlande og Holland var blevet besat af franske tropper under revolutionskrigene i 1794 og 1795, blev Belgien ved Freden i Campo Formio i de følgende 20 år en del af Frankrig. På langt sigt betød dette, at det belgiske borgerskab, trods protester mod indlemmelsen i starten, i stigende grad tilegnede sig fransk kultur og sprog.
Holland blev i første gang omdannet til en fransk satellitstat i form af den Bataviske Republik (1795–1806), og herefter til Kongeriget Holland under Napoléon Bonapartes bror Louis (1806–1810) og endelig ligesom de sydlige provinter indlemmet i Frankrig. Da kontinentalspærringen blev indført mod Storbritannien i 1806, førte det til en økonomisk krise, som Holland ikke kom ud af før de franske tropper efter Slaget ved Leipzig også trak sig ud af Holland.

## Forenede Nederlandske kongerige 1815–1830

### Wienerkongressen
I november 1813 overtog tilhængere af huset Oranien magten i Haag og allerede i december lod arveprins Vilhelm 1. sig krone til konstitutionel monark.
Allerede inden slaget ved Waterloo i 1815, overbeviste Storbritannien, som var interesseret i en ligevægt i styrkeforholdet mellem de europæiske magter, de andre stormagter Østrig, Preussen og Rusland om, at det tidligere Holland og de østrigske nederlande (inkl. Liège og Luxembourg) skulle slås sammen til et kongerige, som kunne være en stødpudestat mod Frankrig. Hermed erstattede briterne samtidig hollænderne for tabet af Kapkolonien.
De konservative i Belgien håbede på at få genskabt det østrigske styre, men da østrigerne tilsyneladende ikke længere var interesseret heri, forligede man sig såvel i nord som i syd let med tanken om en genforening. Planer om en sådan genforening var allerede blevet udarbejdet af en af anførerne i den brabantiske revolution, Henri van der Noot, med repræsentanter for huset Oranien, mens han var i eksil i London. Genforeningen blev konfirmeret af Wienerkongressen. Et kompromisforslag om en uafhængig stat under en østrigsk prins fik ingen støtte, da en sådan stat blev betragtet som for svag.

### Et forenet land
Den nye stat blev ikke opbygget som en føderation, men som en helstat. Dette skulle vise sig at være en alvorlig fejl, for modsætningerne mellem nord og syd skulle snart vise sig at blive et problem for det forenede kongerige. De vigtigste årsager var religiøse og sproglige forskelle, som blev forstærket af økonomiske problemer og manglende opfyldelse af krav om liberaliseringer. Uligevægten blev skærpet af, at de nordlige provinser dominerede på alle områder, selv om de med et indbyggertal på 2 mio. var klart i mindretal i forhold til de 3,5 mio. i de sydlige provinser. I syd stødte "hollandiseringen" på dobbelt modstand: Befolkningen og især kirken i Flandern, afviste på det kraftigste calvinismen i nord, og de fransktalende ville ikke lade sig påtvinge det hollandske sprog.
Den mentale kløft mellem belgiere og hollændere voksede i en sådan grad, at en opstand syntes uundgåelig. Den spændte situation blev yderligere ansporet af julirevolutionen i Frankrig, som afstedkom revolutionær uro i hele Europa og især spredte sig til de fransktalende naboer mod nord.
Vilhelm 1. bidrog med sin udiplomatiske optræden til, at revolutionen brød ud. Han var præget af de konservative strømninger i tiden – kaldet restaurationen – som også var fremherskende blandt hans preussiske slægtninge, ikke mindst hans mor Vilhelmine af Preussen, som var søster til kong Frederik Vilhelm 2. af Preussen og indtil sin død i 1820 havde stor indflydelse på sin søn.

### Sprogstridigheder
I 1815 var der 218.000 analfabeter i syd, mod kun 23.000 i nord. Vilhelm 1. gjorde en stor indsats på dette område. I løbet af hans 15-årige regeringstid, blev der bygget 1.500 skoler i syd, og der blev undervist i det lokale sprog. I Flandern og Bruxelles undervistes der således på hollandsk og i Wallonien på fransk. Antallet af elever i grundskolen fordobledes i de sydlige provinser fra 150.000 til 300.000.
Den fransktalende borger- og embedsstand reagerede på, at hollandsk blev generelt anvendt i hæren, administrationen og skolesystemet. Det var ikke kun i Wallonien, at man talte fransk, det gjorde borgerskabet i Flandern også, mens resten af befolkningen i Flandern talte en nederfrankisk dialekt. Således talte man endnu omkring år 1900 fortrinsvis limburgsk, tysk og fransk i Limburg, mens hollandsk kun blev benyttet sporadisk.

### Underrepræsentation
Selv om de sydlige provinser udgjorde 62% af befolkningen, havde de kun halvdelen af pladserne i parlamentet, og kun en af fem ministre var sydfra. De fleste statslige institutioner lå i nord, og her havde også de fleste embedsmænd deres arbejdsplads.
Til gengæld måtte de sydlige provinser stille med en uforholdsmæssig stor del af mandskabet til hæren, mens kun hver sjette officer kom sydfra og de fleste af disse kun var lavere rangerende officerer i infanteriet og kavaleriet. I artilleriet og ved ingeniørtropperne, hvor der krævedes en særlig uddannelse, var andelen af belgiske officerer endnu lavere.

### Religiøse modsætninger
I det forenede kongerige var der 3,8 mio. katolikker (heraf 800.000 i nord) mod 1,2 mio. protestanter. I de spanske nederlande, havde katolicismen været statskirke, mens calvinismen havde været folkekirke i nord. For konservative i både nord og syd, var det ikke ønskværdigt med to ligestillede religioner i kongeriget.
Vilhelm 1. tilhørte selv den lutheranske tradition, hvor kongen også var kirkens overhoved. Han forsøgte at frigøre den katolske kirke fra paven i Rom. Han udnævnte selv biskopper og udløste en skolestrid, da han i 1825 afskaffede den frie katolske skoleundervisning.
Sydens underrepræsentation skyldtes ikke mindst de katolske biskopper, som under trussel om ekskommunikation, havde forbudt de troende at lade sig ansætte ved staten. Dette forbud var allerede blevet udstedt i 1815 af den franske biskop i Gent, prins de Broglie.
I 1817 eskalerede striden mellem de Broglie og huset Oranien, hvilket førte til, at han blev frataget sit embede og efterfølgende landsforvist. Hans personlige had mod oranierne nåede en sådan grad, at han offentligt forbandede den gravide prinsesse af Oraniens ufødte barn. Regeringen udnyttede på sin side, den katolske kirkes åbenlyse modstand til, ved udnævnelsen af embedsmænd, at bibeholde statsapparatets hollandsk-protestantiske karakter. Trods det, ville kong Vilhelm 1. ændre grundloven, så også en katolik kunne blive konge.
Da Vilhelm 1. i 1825 fratog gymnasieundervisningen fra de klerikale og kun tillod, at den foregik i statslige skoler nærmede katolikkerne sig endda de liberale for i fællesskab at imødegå Vilhelm 1. Dette skete under indflydelse af den franske præst Félicité de Lamennais, som gik ind for en tydelig adskillelse mellem kirke og stat.
I december 1825 opfordrede den katolske politiker Baron de Gerlache for første gang i Liège de liberale til en sammenslutning af de to oppositionsgrupper. Han kædede den undervisningsfrihed, som kirken krævede, med den personlige frihed til religionsudøvelse og pressefriheden. Fra 1828 voksede den fælles kritik i aviserne og liberale og katolikker opstillede et fælles katalog over krav. Denne oppositionskoalition blev kaldt Unionismus eller spottende Monsterverbond.

### Liberale krav
I starten var de antiklerikalt indstillede liberale udover repræsentanter for erhvervslivet de eneste som støttede Vilhelm 1. Efter utallige skuffelser var ønsket om en ny statsforfatning i slutningen af 1820'erne større end modstanden mod de klerikale blandt en gruppe unge liberale. Denne generation var for ung til at kunne huske den katolske kirkes privilegerede stilling før Den Franske Revolution og var under stærk indflydelse fra de franske liberale, som sammen med kirken kæmpede mod den enevældigt regerende Karl 10.
Som en af de personlige friheder omtaltes nu også trosfriheden. Den schweiziske filosof Benjamin Constant havde stor indflydelse på denne gruppe af unge liberale, som omfattede Joseph Lebeau, den fransktalende senere premierminister i Belgien Charles Rogier fra Liège, Louis de Potter fra Brügge, samt luxembourgeren Jean-Baptiste Nothomb.
I 1815 havde Vilhelm 1. påtvunget syden et stærkt kritiseret og stærkt konservativt grundlovsforslag. Mens forslaget blev vedtaget i nord, blev det forkastet i syd. Vilhelm 1. benyttede herefter en fortolkning, som spottende blev kaldt arithmetique hollandaise, hvorefter manglende stemmeafgivelse blev betegnet som principiel tilslutning, og hævdede på dette grundlag, at forslaget var blevet vedtaget. Ifølge forfatningen var ministrene ikke ansvarlige over for parlamentet, som heller ikke kunne vedtage love eller fastlægge statens budget. Desuden blev medlemmerne af overhuset, som var dannet efter britisk forbillede, udnævnt på livstid af kongen og andetkammeret – generalstaterne blev valgt efter et system, hvor borgernes indkomst havde betydning for vægten af deres stemme.
Som særligt graverende misforhold, pegede de intellektuelle på den manglende presse- og forsamlingsfrihed. Dette blev set som yderligere måder, hvorpå nord kontrollerede syd.

### Økonomiske modsætninger
I syd var industrialiseringen nået langt, mens man i nord fortsat baserede økonomien på handel og skibsfart. Den støtte Vilhelm 1. i starten havde i Belgien, kom frem for alt fra det vækstorienterede moderat liberale fransktalende Wallonien. Også i og omkring Antwerpen medførte åbningen af Schelde en vis velvilje.
Industrierne i syd gennemførte i løbet af kort tid en radikal forvandling. Som følge af udskillelsen af Frankrig, havde de stort set mistet deres vigtigste markeder, men åbningen af havnen i Antwerpen og adgangen til Hollandsk Ostindien betød, at det belgiske erhvervsliv alligevel voksede kraftigt. Gent var i slutningen af 1820'erne Europas centrum for produktion af og handel med tekstiler. Dette illustreres af 30.000 højtbetalte arbejdere, og skibstrafikken i Antwerpens havn steg fra 585 skibe med 65.000 ton fragt i 1819, til 1.028 skibe med 129.000 ton i 1829.
Efter ophævelsen af kontinentalspærringen, oversvømmede Storbritannien resten af Europa med billige produkter. Den i sammenligning med England mindre mekaniserede industri i den sydlige del af Nederlandene kunne dårligt konkurrere med briterne. Kort tid senere indledtes der en langvarig opstand i Ostindien, som også ramte industrien. Hertil kom at der i 1829 var misvækst, hvilket fik priserne på levnedsmidler til at stige kraftigt.
Sammenlægningen af de to områders statsgæld blev også betragtet som uretfærdig. Nord havde en statsgæld på 1,25 mia. gylden, mens syd kun havde en gæld på 100 mio. gylden, men renter og afdrag skulle betales i fællesskab. Med etableringen af Algemeene Nederlandsche Maatschappij, som senere blev til Belgiens nationalbank, oprettede Vilhelm 1. et modstykke til De Nederlandsche Bank. Som offentlig kreditgiver, skulle banken stimulere økonomien.

## Revolutionen i 1830

### Politisk krise
Efter, at katolikker og liberale var gået sammen i 1825, var kongeriget i permanent krise. I 1829 blev
modsætningerne mellem kongen og de liberale stadig større. Kongen afviste enhver tanke om ministeransvar over for parlamentet og var endnu stærkere modstander af en deling af nord og syd med hver sin regering og forvaltning. Efter preussisk forbillede, blev Vilhelm 1.'s styre stadig mere autoritært. Kongen erklærede, at hans autoritet var ældre end forfatningen og, at den derfor ikke kunne indskrænke hans styre. I maj 1829 – midt under den politiske krise – udnævnte han sin søn, prinsen af Oranien, den senere konge Vilhelm 2., til formand for ministerrådet og vicepræsident for statsrådet for at gøre det tydeligt, at ministrene alene stod til ansvar over for kongen. Kritik af regeringen var under disse omstændigheder et angreb på monarkiet.
Pressen og især Courrier des Pays-Bas, havde i stigende grad talt imod Vilhelm 1. og stillet stadig mere vidtgående krav, hvilket førte til, at regeringen til sidst følte sig tvunget til at træffe energiske foranstaltninger. Den 11. december 1829 fremlagdes et reaktionært lovforslag, hvor kongen forlangte, at alle embedsmænd under trussel om afsked indenfor 24 timer skulle skrive under på, at de fortsat var loyale over for kongen og støttede forfatningen. Samtidig blev der skredet hårdt ind over for pressen og efter opsigtsvækkende retssager, blev flere ansete oppositionspolitikere i marts dømt til landsforvisning – heriblandt Louis de Potter (som allerede i 1828 var blevet idømt 18 måneders fængsel), François Tielemans og Adolf Bartels.

### Julirevolutionen i Frankrig
Ved julirevolutionen i Paris lykkedes det på blot tre dage fra den 27. juli 1830 at styrte kong
Karl 10. og indsætte borgerkongen Ludvig-Filip på grundlag af et konstitutionelt monarki. Denne liberale revolution forstærkede uroen i Nederlandene. Mange håbede i nødstilfælde på, at kunne regne med militær bistand fra Frankrig, mens andre satsede på reformer i de forenede nederlande.
Mens revolutionen i Frankrig havde et liberalt tilsnit, var revolutionerne i Grækenland, Polen og Italien, som indtraf i perioden 1829 – 1831 udtryk for en romantisk inspireret nationalisme. Her var det folket, som var i centrum. Folket som var bundet sammen af en fælles historie og udgjorde et fællesskab, som havde ret til selvstyre og etablering af en egen nation.

### Uroen i august
Den 25. august 1830 begyndte publikum i operaen i Bruxelles under en opførelse af den romantisk nationalistiske opera La muette de Portici ("Den stumme i Portici" af Daniel François Esprit Auber) at råbe vive la liberté (leve friheden).
Efter forestillingen, strømmede publikum ud af teatret og sammen med en folkemasse, som ironisk nok var forsamlet for at fejre kong Vilhelms fødselsdag, stormede man justitspaladset. Sent på aftenen blev forlæggeren Libry-Bagnanos hus plyndret og ministeren Cornelis Felix van Maanen, der havde været den drivende kraft bag kongens sprogpolitik, fik sit hus brændt af. Det officielle trykkeri blev ødelagt. Da ordensmagten gjorde brug af deres skydevåben, blev nogle dræbt.
Uroen opstod ikke helt uventet. Allerede dagen før, havde opråb opklæbet på murene, med henvisning til det planlagte festfyrværkeri i anledning af kongens fødselsdag, forkyndt: Lundi, 23. août, feu d’artifice; mardi, 24. illumination, mercredi, 25. révolution (dansk: mandag den 23. august fyrværkeri, tirsdag den 24. oplysning, onsdag den 25. revolution).
På denne måde spredte gnisten sig hurtigt til arbejdere og arbejdsløse, og den følgende dag ødelagde maskinstormere de dampmaskiner og væve i fabrikkerne i Bruxelles, som blev beskyldt for at være årsagen til massearbejdsløsheden, og levnedsmiddellagre blev plyndret. Fra den 27. august kom det til lignende aktioner i Liège, Verviers, Huy, Namur, Mons og Louvain.
Borgerskabet, som nu følte sig truet og måtte konstatere, at regeringen ikke kunne styre udviklingen,
dannede borgervæbninger i en række byer, og de fik hurtigt situationen under kontrol. Styrket heraf, overtog en gruppe honoratiores, som samledes på rådhuset i Bruxelles, initiativet og afsendte den 28. august en delegation til Vilhelm 1. med krav om, at justitsminister van Maanen skulle afskediges og, at misforholdene i Generalstaterne hurtigt skulle tages under behandling.
På dette tidspunkt var der endnu ikke snak om, at Belgien skulle udskilles af Nederlandene, højest en deling af forvaltningen mellem syd og nord, som de Potter allerede i 1829 havde foreslået.
Forsamlingen hejste det belgiske flag, som advokaten og redaktøren Lucien Jottrand sammen med journalisten Edouard Ducpétiaux havde lavet udkast til. De havde benyttet farverne fra den Trikolore, som var symbol for den brabantiske revolution i 1789-1790, men havde i stil med den franske trikolore placeret farvefelterne lodret. Efter Belgiens uafhængighed, blev dette flag nationalflag i Belgien.

### Septemberrevolutionen
Den nølende og ubehjælpelige måde Vilhelm 1. og hans sønner optrådte på, førte i september 1830 til det endelige brud. Ganske vist havde han allerede i juni genindført den ubegrænsede sprogfrihed og afskaffet et omstridt filosofisk seminar for præster, men tillod hverken pressefrihed eller en reform af staten. Mens han sendte sin søn, den senere Vilhelm 2. til forhandlinger i Bruxelles, stod hans anden søn Frederik som hærens øverstbefalende klar med en hær på 6.000 mand i og omkring Vilvoorde. Denne handlemåde blev set som den man kunne forvente af en besættelsesmagt. Foreløbig blev tropperne dog i Vilvoorde og prins Vilhelm blev ledsaget af Bruxelles borgervæbning ind i byen. Her forlangte man en skattemæssig adskillelse mellem Belgien og Holland. Vilhelm 1. tøvede imidlertid og forsøgte at vinde tid.
Mens de belgiske medlemmer af Generalstaterne den 13. september tog til Haag for at deltage i et ekstraordinært møde, blev sammenstødene i Bruxelles igen voldelige, ikke mindst fordi der siden begyndelsen af september var kommet bevæbnede forstærkninger fra Liège. Der blev spontant oprettet frikorps, som blev ledet af valgte eller selvudnævnte officerer.
Den 23. september marcherede hæren med 12.000 mand ind i Bruxelles. Folkets vrede resulterede nu i en national opstand, og tropperne, som havde taget opstilling i Park de Warande, blev skydeskive for borgervæbningen og de talrige tilstrømmende idealister. Der kom også frivillige fra udlandet. Således blev der i Frankrig opstillet Légion belge parisienne, som blev finansieret af private midler og bestod af to bataljoner med hver ca. 400 mand. Dette skete med accept fra den franske regering, som havde øje for en mulig belgisk indlemmelse i Frankrig.
Efter fire dages kampe, trak den hollandske hær sig om natten mellem den 26. og 27. september ud af byen. På begge sider var i alt 1.200 faldne og talrige sårede.
Regeringstropperne, som for to tredjedeles vedkommende stammede fra syd, viste sig at være særdeles modtagelige for de revolutionære idéer, og gik hurtigt i opløsning. Ordrer blev nægtet udført og til sidst kom det til storstilede deserteringer og tilfangetagelser af hollandske officerer. Trods deres blandede karakter, lykkedes det næsten overalt for de frivillige brigader at indtage de regulære troppers stillinger. Bortset fra kommunen Mook en Middelaar i Nordlimburg, samt byerne Maastricht og Luxembourg (som var en del af det tyske forbund, og derfor havde preussiske tropper stationeret), var hele det belgiske område i slutningen af oktober under frikorpsenes kontrol. Fra 1830 til 1839 var nogle områder de facto under belgisk kontrol, selv om de inden 1815 ikke havde hørt til de østrigske nederlande. Herefter overgik de igen til hollandsk kontrol.

## Grundlæggelsen af den belgiske stat

### Provisorisk regering
Allerede mens kampene fandt sted, var der den 23. september blevet nedsat et forretningsudvalg, som bestod af honoratiores fra Bruxelles, og som forsøgte at styre opstanden. Den 29. september erklærede udvalget, at det overtog regeringsmagten fra kongen. Den 4. oktober blev de belgiske provinser erklæret for uafhængige og to dage senere udpegedes en kommission, som skulle udarbejde et udkast til en forfatning. De udpegede også dommere og organiserede en statsforvaltning, samt organiserede valg til en nationalkongres. Det blev nu almindeligt at omtale udvalget som en provisorisk regering. Det spontant nedsatte udvalg bestod af ni personer: Charles Rogier, Louis de Potter, Alexandre Gendebien, greve Félix de Mérode, baron Emmanuel d'Hoogvorst, André Jolly, Sylvain van de Weyer, baron Feuillien de Coppin og Joseph Vanderlinden.

### Nationalkongressen
Mens den militære stilling blev konsolideret og man bestræbte sig på at opnå en våbenhvile, blev der den 3. november afholdt valg i hele Belgien til en nationalkongres. Det var dog kun ca. 46.000 mandlige skattebetalende borgere og akademikere, som havde stemmeret – svarende til ca. 1% af befolkningen. Nationalkongressen samledes første gang den 10. november og bekræftede den uafhængighed, som var besluttet den 4. oktober. Undtaget herfra var Luxembourg, som var medlem af det tyske forbund. Som formand for nationalkongressen, valgtes Erasme Louis Surlet de Chokier. Den 25. februar 1831 blev den provisoriske regering løst fra sine opgaver af nationalkongressen. Nationalkongressen fortsatte sit arbejde indtil det første ordinære parlament blev valgt den 8. september 1831.

### Grundlov
Nationalkongressens vigtigste opgave bestod i at udforme og vedtage en grundlov for den nye stat. Som forlæg havde den et udkast, som var udformet af et udvalg med Baron de Gerlache som formand. Blandt medlemmerne var de dygtige unge jurister Paul Devaux, Joseph Lebeau, Jean-Baptiste Nothomb og Charles de Brouckère. Fra den 4. december debatterede nationalkongressen dette grundlovsudkast og allerede den 7. februar 1831 blev det med få ændringer vedtaget.
Den belgiske grundlov var en syntese af de franske forfatninger fra 1791, 1814 og 1830, den nederlandske grundlov fra 1815 og den britiske statsret. Resultatet var langt mere end blot en lov. Hovedprincippet i grundloven var magtens tredeling mellem den lovgivende, udøvende og dømmende magt, og den vigtigste institution var herefter parlamentet. Især det omfattende katalog over grundlæggende rettigheder, placerer den som en liberal mønsterforfatning.
Kongen og ministrene udgjorde den udøvende magt, idet kongens magt var stærkt indskrænket. Kongens underskrift på en lov gjorde den ikke gyldig, hvis ikke den var kontrasigneret af en minister.
Ministrene var ansvarlige over for parlamentet, hvis to kamre bestod af Repræsentanternes Kammer og Senatet. Kongen skulle godkende lovene. Domstolene var uafhængige og retssager skulle finde sted i offentlighed. Den øverste domstol Cour de cassation havde dels mulighed for at afvise domme fældet i domstolssystemet, men var også en kontrol af den udøvende magt.
Borgerne var sikret vidtgående rettigheder i grundloven: Lighed for loven, personlig frihed, ejendomsret, brevhemmelighed, religionsfrihed, forsamlingsfrihed, meningsfrihed og pressefrihed. Valgretten var efter datidens målestok også moderne.
Repræsentanternes Kammer blev valgt efter et system, hvor vægten af den enkeltes stemme afhang af skattebetalingen. Der var en kategori for borgere, der betalte over 20 gylden og en for borgere, der betalte over 100 gylden. Det betød, at kun ca. 2% kunne stemme. Valgbarheden var endda indskrænket til mænd, som betalte mindst 1.000 gylden i skat. Ved valget til Repræsentanternes Kammer, skulle man være fyldt 25 år for at kunne stemme, til Senatet var valgretsalderen 40 år. Til Senatet var der således kun 403 personer, som kom i betragtning, og endnu i 1890 var det kun 570. Det var således adelige jordbesiddere, som her var klart overrepræsenteret. Af frygt for yderligere splittelse, blev staten opbygget meget centralistisk.
Trods indskrænkningerne i valgretten, blev grundloven betragtet som den mest fremskridtsvenlige og liberale i tiden, og den belgiske stat kan ses som det første parlamentariske monarki overhovedet. Den belgiske grundlov fik stor betydning på de grundlove, som blev udformet i europæiske stater i de følgende år. Hovedtrækkene i den belgiske grundlov fra 1831 gælder stadig.

### Monarkiet
Den overbeviste republikaner de Potter foreslog i nationalforsamlingen, at der skulle udråbes en republik, men efter forslag fra formand Surlet besluttede forsamlingen den 23. november 1830 med 187 stemmer mod 13, at der skulle oprettes et parlamentarisk monarki. Som reaktion mod beskydningen af Antwerpen fra citadellet den 27. oktober, blev huset Oranje udelukket fra tronen, selv om det ellers var blevet betragtet som naturlig kandidat til den belgiske kongetitel. Der kom herefter talrige kandidatforslag. Den katolske fraktion foretrak Baron de Mérode, men denne havde ingen ambitioner om at blive konge og afslog. Herefter blev var der tale om at krone den 16-årige prins Ludvig, som var søn af den franske konge Ludvig Filip, men det kunne Storbritannien ikke acceptere. Som foreløbig regent udnævntes den 25. februar 1831 Surlet de Chokier, og han blev således den unge nations første statsoverhoved. I stedet for ham blev Étienne Constantin de Gerlache ny formand for nationalkongressen.
Herefter blev – trods protester fra de katolske gejstlige – tilbudt den tyske prins Leopold von Sachsen-Coburg und Gotha, som boede i England og indtil hendes død i 1817, havde været gift med den britiske tronarving Charlotte. Leopold havde tidligere afslået den græske kongetitel, men tog imod den belgiske og blev den 4. juni 1831 valgt med 142 af 196 stemmer. Den 21. juli, som siden festligholdes som Belgiens nationaldag, aflagde han på slotspladsen i Bruxelles ed på forfatningen og blev den første belgiske konge.

## Hævdelse af suveræniteten

### Londonprotokollen
Da såvel Storbritannien som Preussen ville undgå en styrkelse af Frankrig, gennemtvang de to stormagter Belgiens uafhængighed på en konference i London i 1830. Imod de franske ønsker, som blev fremført af Talleyrand, betonede den britiske udenrigsminister Lord Palmerston princippet om folkenes selvbestemmelsesret. Rusland støttede nok den hollandske konge, men var optaget af den polske opstand og kunne ikke yde reel støtte. Den 20. december 1830 anerkendte de europæiske stormagter med Londonprotokollen Belgiens uafhængighed på grundlag en streng neutralitet.
Kongeriget Nederlandenes statsgæld blev imidlertid delt meget ugunstigt for det nye land, da Belgien skulle overtage 51,6% og årligt betale 14 mio. gylden. Til gengæld måtte Holland garantere fri adgang til havnen i Antwerpen gennem Scheldemundingen, samt til de hollandske kolonier. Grænserne mellem Holland og Belgien skulle følge den grænse, som havde eksisteret i 1790, hvilket betød, at Belgien igen måtte afgive en del af Limburg og Luxembourg til Holland. Da Belgien med en ikke ubetydelig grad af selvovervurdering, afviste protokollen, måtte stormagterne igen forhandle. Det vigtigste mål for diplomaterne var at undgå en europæisk krig, og derfor imødekom man Belgien på en række vigtige punkter. Maastrichts og Luxembourgs tilhørsforhold blev ikke endelig fastlagt og statsgælden blev omfordelt. Belgien kunne herefter tiltræde aftalen, hvilket Leopold i øvrigt havde forlangt som betingelse for at bestige tronen. Og således lod det til, at en krig var afværget.

### Tidageskrigen 1831
I Holland bredte der sig efter afslutningen på Londonkonferencen og Leopolds tronbestigelse, en forargelse og en stadig mere krigerisk stemning, selv om mange hollændere sagtens kunne affinde sig med at det katolske syden var blevet selvstændigt. Kun katolikkerne i nord, beklagede tabet af de sydlige provinser. Den offentlige mening, som den kom til udtryk i aviserne, anså imidlertid også nederlaget til de sydlige oprørere som en national skændsel, som måtte hævnes. Yderligere ydmyget af den selvovervurderende og stadig ustabile belgiske stat, afviste Vilhelm 1. Londonprotokollen og marcherede den 2. august 1831 ind i Belgien.
Efter de militære sejre under revolutionen, var de belgiske militser ikke parate til at imødegå et angreb fra de hollandske styrker, som få måneder tidligere demoraliserede havde forladt landet. Trods den usikre situation, var det blevet forsømt at opstille en slagkraftig regulær hær. Denne svaghed forsøgte Vilhelm at udnytte. For ham var det efter meningsskiftet i Holland let at finde frivillige, som kunne udfylde hullerne i hans kraftigt decimerede hær.
Kroningen af Leopold 1. til belgisk konge blev brugt som anledning til en militær indgriben i Belgien. Vilhelm 1. ville ubetinget forhindre, at den nye konge kunne fastholde status quo på internationalt niveau:
Tidligt på aftenen den 2. august 1831 overskred hollænderne under kommando af prins Vilhelm grænsen ved Poppel i Brabant og de første kampe fandt sted ved Nieuwkerk. Den 3. august indtog 11.000 hollandske soldater Turnhout og dagen efter Antwerpen, hvor det kom til plyndringer. Frem til den 12. august led den belgiske hær og borgervæbning store tab og de hollandske tropper stod nu udenfor Louvain. Den nye belgiske forfatning indeholdt et forbud mod, at fremmede hære opholdt sig på belgisk område med mindre begge kamre i parlamentet havde givet tilladelse til det. På trods af dette, besluttede Leopold allerede den 8. august at åbne grænsen for franske tropper. Dette skete i modstrid med holdningen i regeringen, som på trods af den faktiske situation troede, at den belgiske hær var stærk nok. Dagen efter begyndte 50.000 tropper under marskal Gérard at gå ind i Belgien. Vilhelm 1. havde regnet med at få rygdækning for sit felttog fra Preussen og Rusland, hvilket imidlertid ikke blev til noget. Rusland var fortsat optaget af opstanden i Polen, og Preussen viste ingen interesse i at gå i krig for at forsvare de hollandske interesser.
Det kom imidlertid ikke til kampe mellem franske og hollandske tropper. I Haag blev der straks offentliggjort en proklamation, hvor det blev betonet, at indmarchen alene skulle hjælpe til at sikre et gennembrud for de hollandske rettigheder ved opdelingen af de to lande. Det hollandske flag, som var blevet hejst i Antwerpen, lod prins Vilhelm tage ned, for at tydeliggøre, at det ikke handlede om at besætte Belgien. Prins Vilhelm kom mulige kampe i forkøbet med en våbenstilstand, som ved britisk mellemkomst blev indgået den 12. august. De sidste hollandske tropper trak sig den 20. august tilbage fra Belgien.
Trods tilbagetoget, var offentligheden i Holland tilfreds: Belgierne havde fået en lektion, og det blev ikke anset for en skam at vige tilbage for den franske overmagt. Som resultat af den hollandske magtdemonstration, besluttede stormagterne at gøre traktatbetingelserne lidt mere gunstige for Holland, samtidig varede det otte år inden Vilhelm den 1. var klar til at skrive under.

### Franske anneksionsforsøg
Under alt dette fastholdt Talleyrand idèen om en anneksion af det mindste en del af Belgien. I betragtning af, at der stod franske tropper i Belgien, fremlagde han en detaljeret plan om opdeling af området mellem nabolandene Frankrig, Preussen og Holland, hvorefter der fremkom en "Fristat Antwerpen", som skulle være under britisk protektion. Rent faktisk var det egentlige mål med opstanden for mange belgiere – ikke mindst i den provisoriske regering – at Wallonien eller hele Belgien skulle indlemmes i Frankrig og udråbelsen af uafhængighed var kun et skridt i denne retning. Disse bestræbelser, som gik under betegnelsen Rattachisme, blev også fulgt af den senere belgiske premierminister, Charles Rogier, som var en revolutionær fra Liège, som var af fransk herkomst. Planen blev imidlertid kategorisk afvist af såvel Preussen som alle de andre stormagter. Da Frankrig ikke ønskede at forværre de i forvejen vanskelige forhold til stormagterne blev det ved den militære bistand til Belgien fra Frankrig, hvor den offentlige mening havde stor sympati for "søsterrevolutionen" i det fransktalende naboland.

### Traktaten fra 1839
Belgien havde i tidageskrigen fået bevis for egen svaghed og Holland for sin internationale isolation. Trods det, var reaktionen i begge lande kendetegnet af trods. Ganske vist underskrev Belgien allerede i 1831 Londontraktaten, men Vilhelm 1. holdt diplomaterne hen i årevis. Efter endeløse seje bestræbelser, nåede man i 1839 endelig frem til en løsning, efter at en sådan nærmest var opgivet. Vilhelm 1. ændrede pludselig holdning og erklærede sig parat til at underskrive de 24 artikler fra London. Lige så pludseligt, som Holland tilsluttede sig traktaten, afviste man den igen i Belgien, da man havde vænnet sig til status quo og ikke længere ønskede at afgive besatte områder. Med denne holdning lagde Belgien sig imidlertid ud med de øvrige magter og måtte sig på godt og ondt indrette sig på det resultat, som var blevet forhandlet på plads i 1831.
Med den såkaldte slutaftale nåede man til afslutningen på det forenede Nederlandske kongerige. Belgien fik hermed statslig uafhængighed, men mistede til gengæld den del af sit territorium, som i 1790 ikke tilhørte de Østrigske nederlande. Provinsen Limburg blev delt således, at den vestlige del forblev i Belgien, mens den østlige – herunder Maastricht – blev et hertugdømme i personalunion med Holland, men forblev samtidig medlem af det tyske forbund. Dette skulle kompensere for, at en stor del af Luxembourg forblev i Belgien som provinsen Luxembourg. Den resterende tredjedel af storhertugdømmet Luxembourg forblev en del af det tyske forbund og blev ligeledes i personalunion regeret af den hollandske konge. Det fik imidlertid stor autonomi og fik til sidst i 1890 efter afslutningen på personalunionen sin fulde suverænitet. Også den nordligste del af Flandern (Zeeuws-Vlaanderen) ved Scheldemundingen blev igen hollandsk, mens det sydligste Flandern forblev fransk, som det havde været siden 1678.
Udover grænsedragningen, indeholdt traktaten bestemmelser om, at Holland skulle garantere Belgien fri adgang til havnen i Antwerpen gennem Schelde og via en jernbaneforbindelse østpå gennem det østlige Limburg til Ruhr-distriktet. Alle indbyggere i Holland og Belgien skulle frit kunne vælge, hvilket statsborgerskab de ville have. Belgiens sikkerhed og neutralitet blev bekræftet. Desuden gav Holland afkald på ca. en tredjedel af de afdrag på statsgælden, som Belgien skulle betale og de udestående betalinger siden 1830.

### Indenrigspolitisk unionisme 1830–1839
Den udenrigspolitiske konflikt med Holland, havde en stabiliserede effekt på den belgiske indenrigspolitik. Efter kongens tilskyndelse, holdt koalitionen mellem liberale og katolikker frem til 1839 og et stykke tid længere. Imidlertid havde skole- og ikke mindst universitetspolitikken allerede fra 1834 delvis splittet de to parter. Udover de to statslige universiteter, som Vilhelm 1. havde grundlagt i Liège og Gent, etablerede den katolske kirke et universitet i Mechelen, som kort tid efter blev flyttet til Louvain, hvor det statslige universitet var blevet lukket. Som svar herpå, grundlagde de liberale med støtte fra frimurere det ligeledes fri universitet i Bruxelles. Stridigheder blev imidlertid altid bilagt. Først efter, at de to sidste unionistiske regeringer under Nothombs og van de Weyers var trådt tilbage i 1845-46, måtte Leopold 1. udnævne en regering udelukkende bestående af gejstlige under Theux de Meylandt.

## Eftervirkninger

### Økonomiske konsekvenser for Belgien
De umiddelbare økonomiske følger af uafhængigheden, var katastrofale for Belgien: Mens den vigtigste industriby Gent i 1829 havde forarbejdet 7.500 tons bomuld, så var det i 1832 faldet til 2.000 tons.
Som umiddelbar konsekvens af uafhængigheden, blev de fleste arbejdere arbejdsløse og lønningerne for resten faldt til 30% af niveauet før 1829. Endnu værre så det ud for havnebyen Antwerpen. I 1829 blev havnen anløbet af 1.028 skibe og de lossede 129.000 tons fragt. Det var dobbelt så meget som Rotterdams havn og Amsterdams havn tilsammen. I 1831 blev havnen kun anløbet af 398 skibe og handlen på Ostindien ophørte helt. Til gengæld kunne der høstes store gevinster ved etablering af et jernbanenet.
I 1835 blev der åbnet en af de første jernbanestrækninger på det europæiske kontinent mellem Bruxelles og Mechelen. Netværket blev herefter udbygget til et af de tætteste i verden. Samlet set forblev konjunkturerne dog lave. Den 5. juni 1832 blev den belgiske franc indført som landets valuta og i februar 1835 blev Banque de Belgique grundlagt.

### Sprogpolitik
Som reaktion på den skole- og sprogpolitik, som kong Vilhelm 1. havde ført, og som havde støttet det flamske sprog enormt, var et af den provisoriske regerings første tiltag igen at afskaffe alle offentlige skoler. Kun de fransksprogede universiteter i Gent og Liège blev bibeholdt og blev brugt til at uddanne en ny elite. Som følge heraf, var der ved sessionerne til militæret i år 1900 fortsat 10,1% analfabeter mod kun 2,3% i Holland, 4,7% i Frankrig og blot 0,5% i Tyskland. I 1913 var der i Belgien (ud af 7,5 mio. indbyggere) færre elever i grundskolerne end i Holland (som havde 6 mio. indbyggere). Belgien var således på samme niveau i 1914 som i 1814.
I det lange løb lod sprogstriden mellem flamsk og fransk sig ikke løse, tværtimod blev den mere udtalt. Som reaktion på, at flamsk havde haft en fortrinsstilling i de Forenede Nederlande, blev det nu fransk som blev foretrukket. Også i Flandern skulle flamsk kun anvendes i grundskolen. I overbygningen og de videregående uddannelser, var al undervisning på fransk. I praksis var Belgien en fransk-belgisk stat. "Flander" blev til et skældsord, som blev brugt om en række dialekter.

### Belgisk nationalfølelse
En belgisk nationalfølelse begyndte at udvikle sig allerede inden revolutionen i 1830, men alligevel er det problematisk at tale om den belgiske nation, der i landet findes tre grundkoncepter: Idèen om den belgiske nation, den mod Frankrig orienterede Rattachisme og den mod Holland orienterede Orangisme.
Den belgiske revolution havde nærmere forbindelse til den liberale franske julirevolution end til andre begivenheder i året 1830. De andre revolutioner dette år havde et stærkt nationalromantisk præg. Mens tyskere og italienere definerede deres nation ud fra sproget, blev sprogstriden mellem flamlændere og walloner til et vedvarende problem for Belgien. Allerede umiddelbart efter 1830 opstod der politiske grupperinger, som havde til mål at genforene Flandern med Holland eller Wallonien med Frankrig. De første grupper kaldtes orangister, og blev til den flamske bevægelse, mens de pro-franske kaldes Rattachisme.
Da Napoleon 3. forsøgte at annektere Belgien, kom det i 1860 til en tilnærmelse mod Holland, og selv premierminister Charles Rogier, der gik for at være Rattachist, erklærede nu, at det tidligere kongerige måtte genskabes som en konføderation med to regeringer. Derfor lod han nationalsangen Brabançonne ændre, idet teksten indtil da havde polemiseret mod hollænderne. I 1920'erne vandt tanken om en genforening mellem Holland og Belgien igen popularitet.
Samtidig udviklede Belgien sig til en stabil stat, som indtil i dag har bibeholdt grundstrukturen i det politiske system, som blev fastlagt i 1830. Den vigtigste ændring er, at Belgien er gået fra en central styring til en føderal styring, og i sprogpolitikken har flamsk siden 1960'erne været ligestillet med fransk. Selv om oprettelsen af et parlamentarisk monarki i stedet for en republik mest var en indrømmelse over for udlandet, for at få støtte til uafhængigheden, har monarkiet vist sig at være en integrerende kraft, som i høj grad har bidraget til landets stabilitet.

### Den belgiske neutralitet
Den i traktaterne fra 1830 og 1839 fastlagte neutralitet blev først krænket i 1914, hvor gennemførelsen af den tyske Schlieffenplan betød, at Tyskland invaderede Belgien. Da Londonaftalen fortsat var gældende, blev Storbritannien som garantimagt dermed nødvendigvis inddraget i krigen, og krænkelsen af Belgiens neutralitet blev derfor en af årsagerne til 1. verdenskrigs udbrud.

## Eksterne kilder
- Johannes Koll: Das Vereinigte Königreich der Niederlande 1815-1830/39 (NiederlandeNet, Uni Münster) Arkiveret 17. august 2011 hos  Wayback Machine
- Lode Wils: Den flamske nationalbevægelse (Uni Wien) Arkiveret 12. juni 2008 hos  Wayback Machine
- Belgien som uafhængig stat fra 1830 til i dag Arkiveret 30. september 2007 hos  Wayback Machine